# Yongsan
Yongsan ou Yeongsan est une petite ville (Myeon) de Corée du Sud de près de 6 000 habitants (2011) située au sud-est de la péninsule coréenne, dans le district de Changnyeong dans le Gyeongsang du Sud.